# Orde van de Glorie (Turkije)

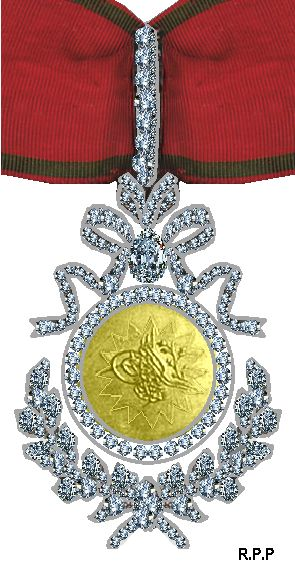
Eerste model

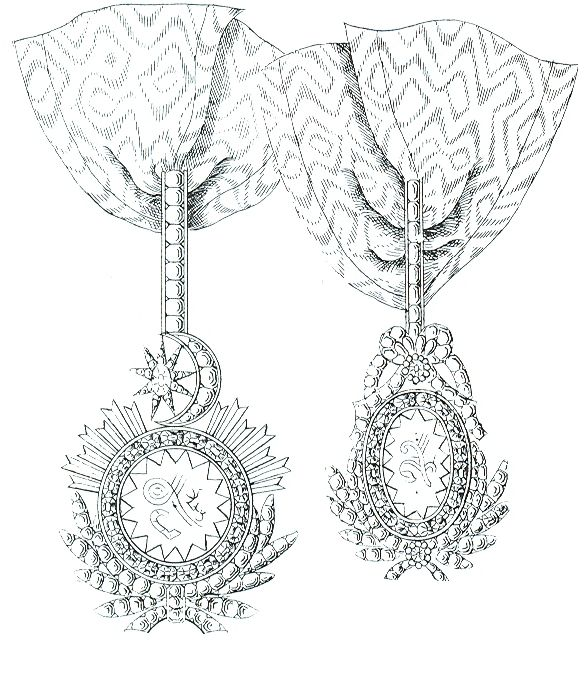
Twee kleinoden, eerste en tweede type, volgens Ackermann

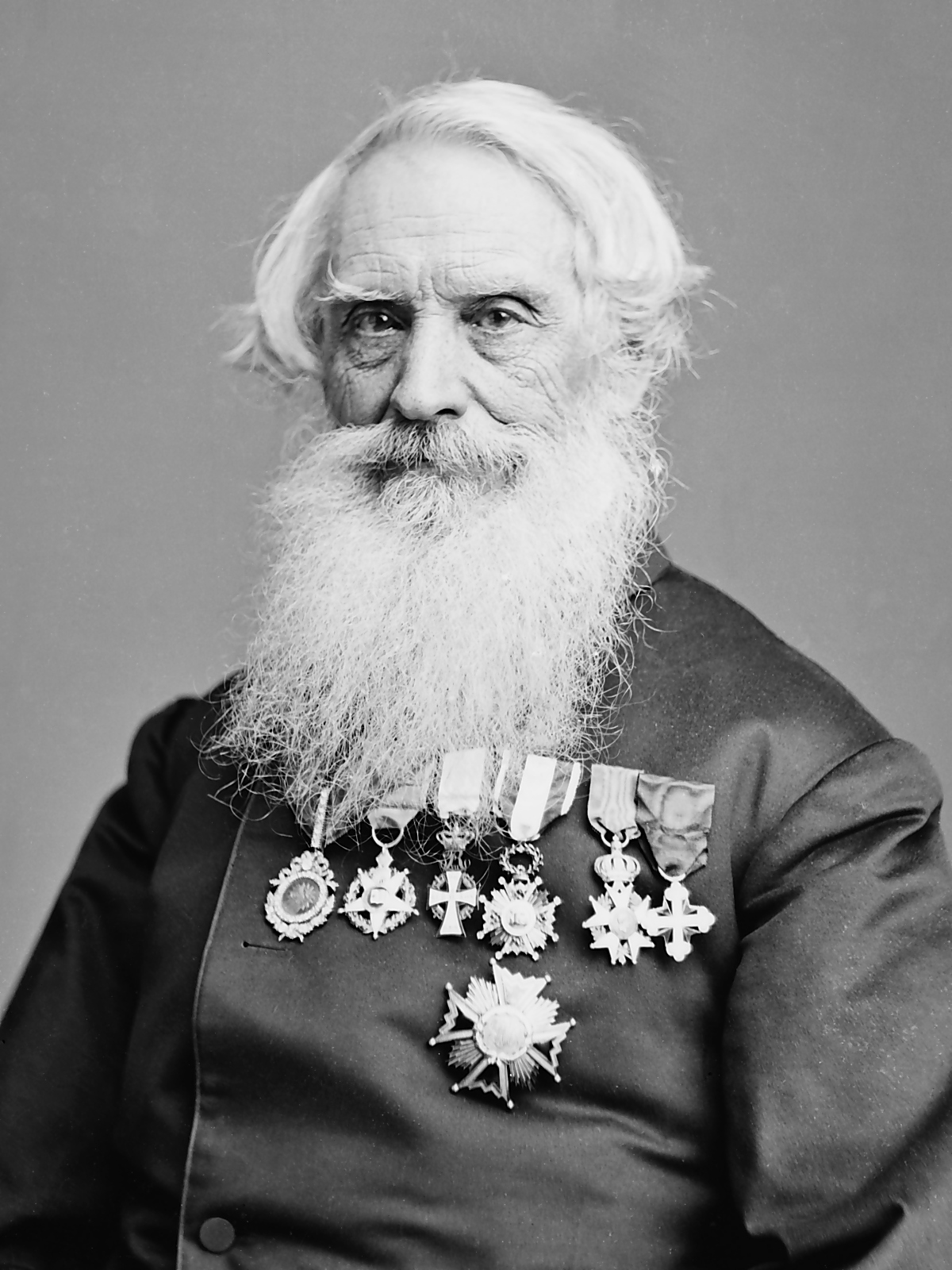
Samuel Morse droeg het versiersel aan een lint om de hals

De Orde van de Glorie of "Atiq Nishan-i-Iftikhar" of "Nichan Iftikar" werd op 19 augustus 1831 door de Ottomaanse sultan Mahmut II ingesteld. De orde was de eerste Ottomaanse ridderorde al herinnerde veel in de vorm en de wijze waarop men de orde droeg en verleende aan de chelengk, de door de sultans verleende aigrette die op de tulband werd bevestigd.

## Versierselen
Het versiersel is een met juwelen versierd medaillon met de gekalligrafeerde handtekening, de tughra, van de keizer. In het Noors en Duits kan men de naam "Tugraorden" dan ook vinden voor deze decoratie.
Er bestaan twee uitvoering van deze orde die een enkele graad kende.

### Eerste type
Het op de borst te dragen kleinood is rond de tughra op een gouden plaat opgebouwd. Om dit medaillon zijn een ster met 16 punten, een ring van diamanten en een lauwerkrans met briljanten in plaats van bladeren onder de ster aangebracht.
Het juweel werd met een haak op de achterzijde aan de kleding bevestigd, of aan een gestileerde verguld zilveren strik die uiteraard met diamanten, meestal Braziliaanse diamanten met een gelige kleur, was ingelegd. Ook een verhoging in de vorm van een halve maan en een vijfpuntige ster komt voor.

### Tweede type
Een ovaal medaillon met daaromheen zilveren, met diamanten bezette, stralen. Men droeg dit kleinood aan een rood lint met groene strepen langs de rand om de hals.
Er zijn tussenvormen en afwijkende kleinoden bekend. De vormgeving hing in grote mate van de artisticiteit van de juwelier en het aantal beschikbare edelstenen af. Turkije groeide in de 19e eeuw langzaam naar een moderne Europese ridderorde toe en standaardisatie van de versierselen, zoals in Europa gebruikelijk was, kreeg aan het prachtlievende en verspillende hof in Constantinopel in eerste instantie geen aandacht. De versierselen van de Orde van de Glorie waren in vergelijking met de gangbare Europese orden zeer kostbaar en een ridderorde met één enkele graad voldeed niet meer in een eeuw waarin men meer en meer ging onderscheiden, terwijl standsbesef en diplomatieke fijngevoeligheid de vorsten noopten om steeds meer graden binnen de orden in te stellen.
Ackermann schreef in 1855 dat muzelmannen de onderscheiding aan een kleine met diamanten bezette keten droegen, terwijl Europese vorsten het kleinood aan een lint om de hals zouden hebben gedragen. Dat verschil in draagwijze zal op de sterk verschillende klederdracht hebben berust. De oosterlingen droegen toen nog wijde gewaden.

Officieel was de orde in 1852 door de moderne Orde van Mejidie ("Nishan-i-Mejidie" of "Mecidi Nishani") met haar relatief goedkope zilveren sterren en vijf graden vervangen, maar er zijn benoemingen in de Orde van de Glorie bekend tot in de regeringsperiode van Abdulhamid II (1876-1909). Op 15 oktober 1917 verleende de sultan zijn Duitse bondgenoot, Keizer Wilhelm II nog een "Atiq Nishan-i-Iftikhar met briljanten".

## Tunesië
Ook in Tunesië, formeel een Turkse vazalstaat, heeft van 1835 tot 1959 een Orde van de Glorie bestaan.